# Snedskjutargänget
Snedskjutargänget (engelska: The Gang that Couldn't Shoot Straight) är en amerikansk komedifilm från 1971, regisserad av James Goldstone. Filmen är baserad på en bok (med samma titel som filmen) av Jimmy Breslin och det var en av Robert De Niros tidigaste filmer. Från början hade Al Pacino anlitats i samma roll, men han ersattes med De Niro efter att ha fått rollen som Michael Corleone i Gudfadern. Det faktum att De Niro tog rollen förhindrade att han gavs rollen som Vito Corleones chaufför i Gudfadern, vilket i sin tur möjliggjorde att han kunde få rollen som den unge Vito Corleone i Gudfadern 2.

## Rollista (urval)
- Jerry Orbach - Kid Sally
- Leigh Taylor-Young - Angela
- Jo Van Fleet - Big Momma
- Lionel Stander - Baccala
- Robert De Niro - Mario
- Joe Santos - Exmo
- Carmine Caridi - Tony
- Sam Coppola - Julie
- Burt Young - Wille Quarequlo